# Plano Piloto (región administrativa)
Plano Piloto es una región administrativa del Distrito Federal brasileño. Está compuesta por el Plan Piloto de Brasilia y el parque nacional de Brasilia.
La región administrativa incluye diferentes barrios y sectores, como las Alas Sur y Norte, Sector Militar Urbano (SMU), Noroeste, Sector de Industrias Gráficas (SIG), Granja do Torto, Vila Planalto y Vila Telebrasília. Entre las áreas que formaron parte de la región administrativa, se encuentran Cruzeiro, segregado en 1989; los Lagos Norte y Sur, que se convirtieron en regiones administrativas separadas en 1994; y el Sudoeste/Octogonal, constituido como región administrativa en 2003.